# 1961年全米選手権 (テニス)
1961年 全米選手権（1961ねんぜんべいせんしゅけん）に関する記事。

## 大会の流れ
- 1881年から1967年まで、全米選手権は各部門が個別の名称を持ち、大会会場も別々のテニスクラブで開かれた。これが他の3つのテニス4大大会と大きく異なる点である。
  - 男子シングルス　名称：全米シングルス選手権（U.S. National Singles Championship）／会場：ニューヨーク市クイーンズ区フォレストヒルズ、ウエストサイド・テニスクラブ　（1924年-1977年）
  - 女子シングルス　名称：全米女子シングルス選手権（U.S. Women's National Singles Championship）／会場：フォレストヒルズ、ウエストサイド・テニスクラブ　（1921年-1977年）
  - 男子ダブルス　名称：全米ダブルス選手権（U.S. National Doubles Championship）／会場：マサチューセッツ州ボストン市、ロングウッド・クリケット・クラブ　（1946年-1967年まで）
  - 女子ダブルス　名称：全米女子ダブルス選手権（U.S. Women's National Doubles Championship）／会場：ボストン、ロングウッド・クリケット・クラブ　（1946年-1967年まで）
  - 混合ダブルス　名称：全米混合ダブルス選手権（U.S. Mixed Doubles Championship）／会場：フォレストヒルズ、ウエストサイド・テニスクラブ　（1942年-1977年）
- 1967年までは、男子ダブルス・女子ダブルスの2部門がボストンの「ロングウッド・クリケット・クラブ」で開かれ、他の3部門（男女シングルス・混合ダブルス）はフォレストヒルズで行われた。

## シード選手

### 男子シングルス
1. ロッド・レーバー　（準優勝）
2. チャック・マッキンリー　（3回戦）
3. ロイ・エマーソン　（初優勝）
4. マイケル・サングスター　（ベスト4）
5. ボブ・マーク　（4回戦）
6. フランク・フローリング　（3回戦）
7. ジョン・ダグラス　（ベスト8）
8. ロナルド・ホルムバーグ　（ベスト8）

### 女子シングルス
1. ダーリーン・ハード　（優勝、大会2連覇）
2. アンジェラ・モーティマー　（ベスト4）
3. カレン・ハンツェ　（3回戦）
4. クリスティン・トルーマン　（ベスト8）
5. マーガレット・スミス　（ベスト4）
6. レスリー・ターナー　（ベスト8）
7. アン・ヘイドン　（準優勝）
8. ヨラ・ラミレス　（ベスト8）

## 大会経過

### 男子シングルス
準々決勝
- ロッド・レーバー vs.  ドナルド・デル　6-4, 7-9, 6-3, 6-4
- マイケル・サングスター vs.  ジョン・ダグラス　6-4, 7-5, 6-1
- ラファエル・オスナ vs.  ホイットニー・リード　6-8, 6-3, 6-3, 6-2
- ロイ・エマーソン vs.  ロナルド・ホルムバーグ　6-4, 6-2, 7-5

準決勝
- ロッド・レーバー vs.  マイケル・サングスター　13-11, 7-5, 6-4
- ロイ・エマーソン vs.  ラファエル・オスナ　6-3, 6-2, 3-6, 5-7, 9-7

### 女子シングルス
準々決勝
- ダーリーン・ハード vs.  ヨラ・ラミレス　6-3, 6-1
- マーガレット・スミス vs.  クリスティン・トルーマン　8-10, 6-4, 6-3
- アンジェラ・モーティマー vs.  レスリー・ターナー　6-3, 6-4
- アン・ヘイドン vs.  ジャン・レヘイン　6-4, 5-7, 6-2

準決勝
- ダーリーン・ハード vs.  マーガレット・スミス　6-4, 4-6, 6-3
- アン・ヘイドン vs.  アンジェラ・モーティマー　6-4, 6-2

## 決勝戦の結果
- 男子シングルス： ロイ・エマーソン vs.  ロッド・レーバー　7-5, 6-3, 6-2
- 女子シングルス： ダーリーン・ハード vs.  アン・ヘイドン　6-3, 6-4
- 男子ダブルス： チャック・マッキンリー＆ デニス・ラルストン vs.  ラファエル・オスナ＆ アントニオ・パラフォックス　6-3, 6-4, 2-6, 13-11
- 女子ダブルス： ダーリーン・ハード＆ レスリー・ターナー vs.  エダ・ブディング＆ ヨラ・ラミレス　6-4, 5-7, 6-0
- 混合ダブルス： ボブ・マーク＆ マーガレット・スミス vs.  デニス・ラルストン＆ ダーリーン・ハード　不戦勝（ラルストンの棄権による）